# Malton
Malton mezőváros Angliában, North Yorkshire-ben. Történelmileg Észak-Yorkshire része.

## Története
Malton legkorábbi épülete az 1. századból, 40–93 közötti időből való, egy Eboracum néven itt felépült római erőd, a Derwent folyó északi partján, s mellette az erődtől délre egy nagy polgári település is kialakult és itt állomásozott egy római lovas egység, az Ala Gallorum Picentiana is.
Később a 11. században helyén egy fából épült normann vár állt, melyet 1169–1216 között kőből újraépítettek (Castle Garden). 1189-ben Oroszlánszívű Richárd is ellátogatott ide, de járt itt II. Eduárd is 1307-ben és Robert Bruce is 1322-ben.
Később a vár elpusztult, a helyet Lord William Eure báró (c. 1483–1548) örökölte 1544-ben. 1569-ben Ralph Eure új házat épített a vár területén, melyet 1602-ben átépítettek, később 1674-ben a házat lebontották, csak töredéke maradt fenn.
A város időközben elpusztult, mára csak a Szent Mihály-templom maradt fenn a régi épületek közül, amely ma is áll a város középpontjában, a piactéren.

## Galéria

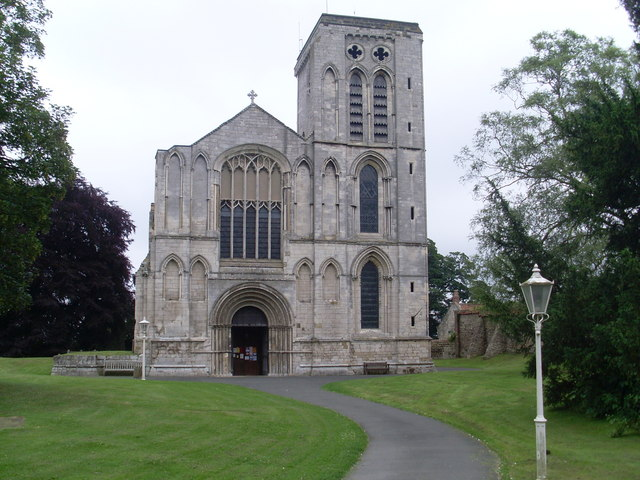
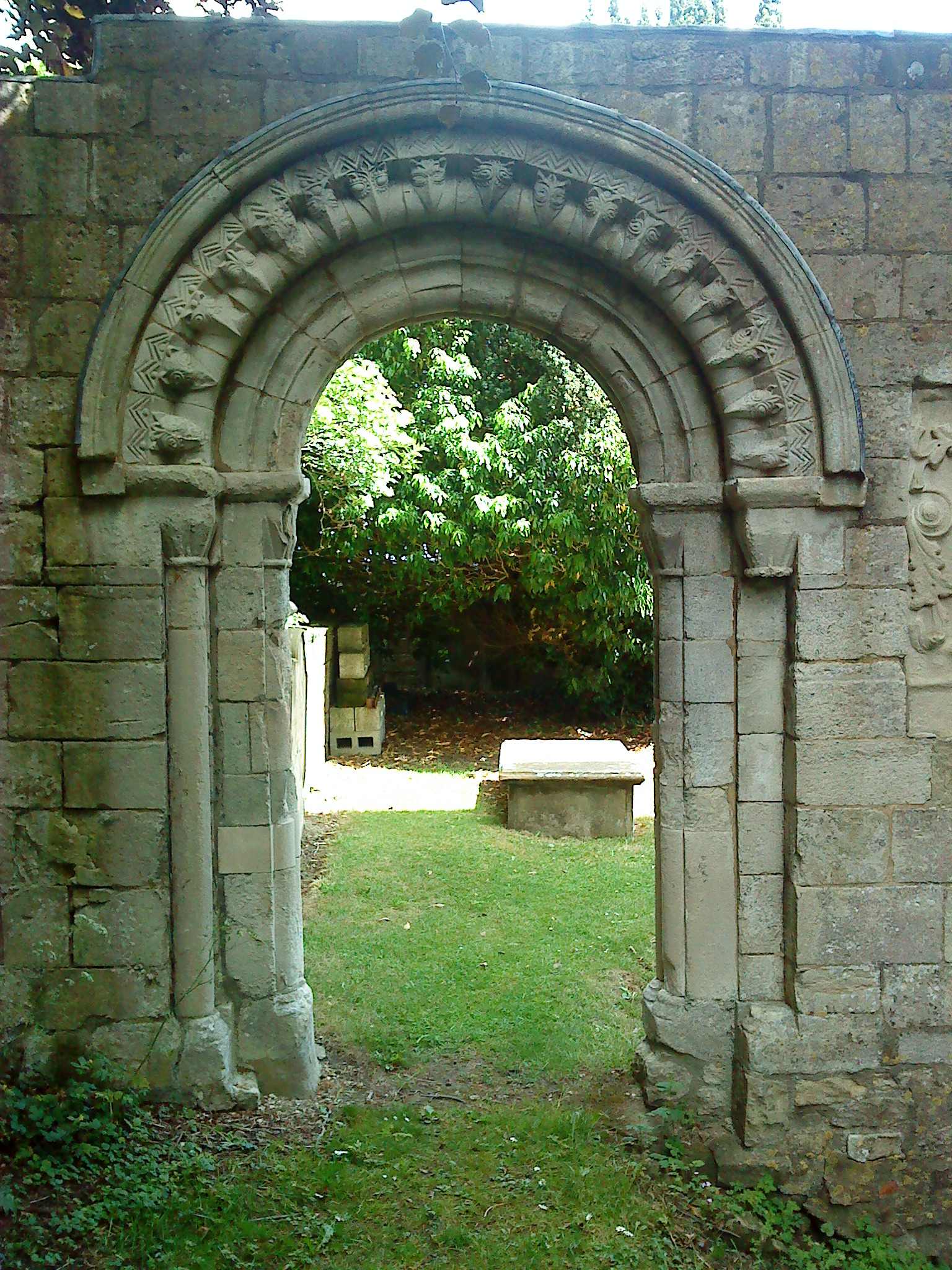
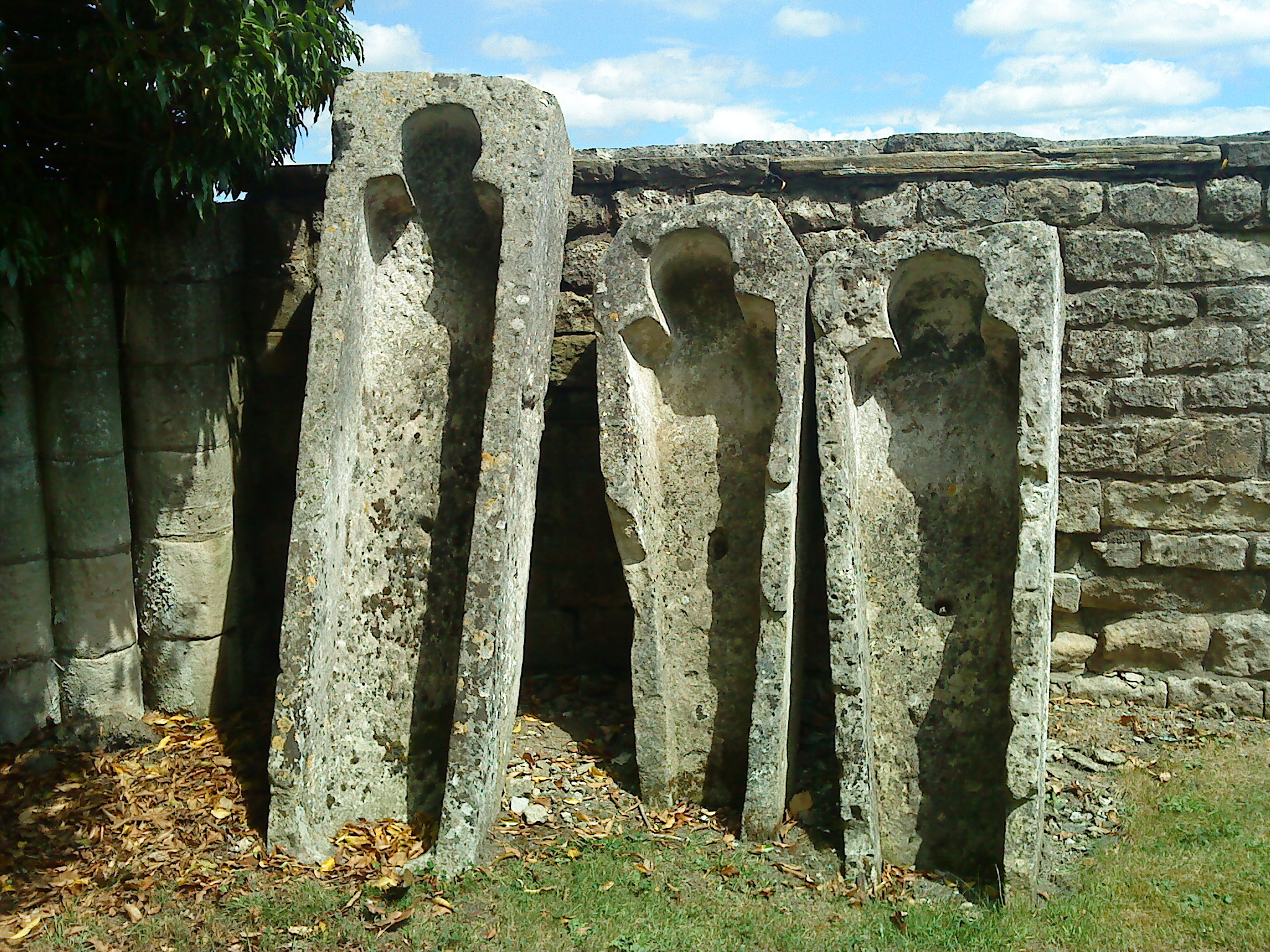
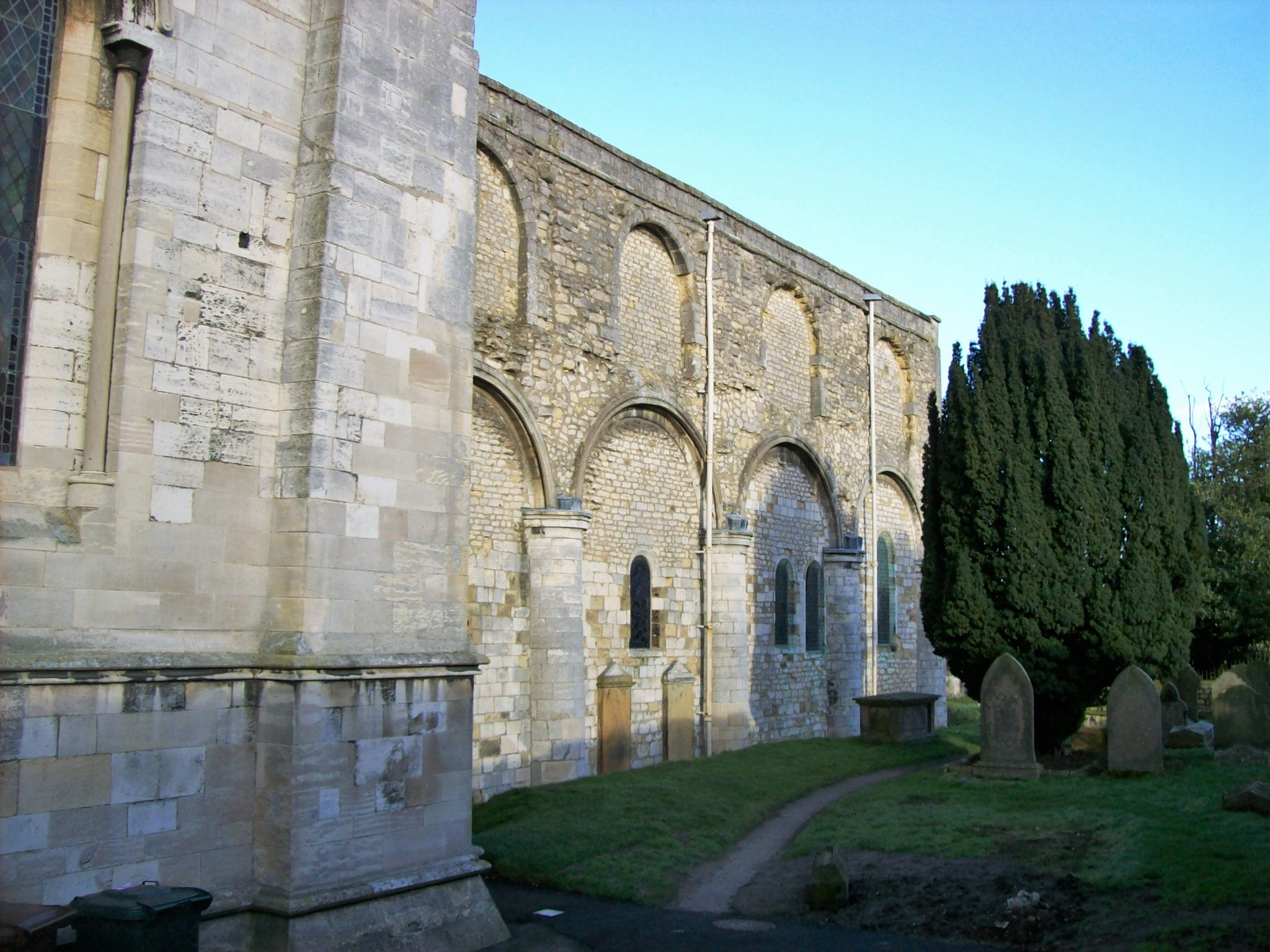
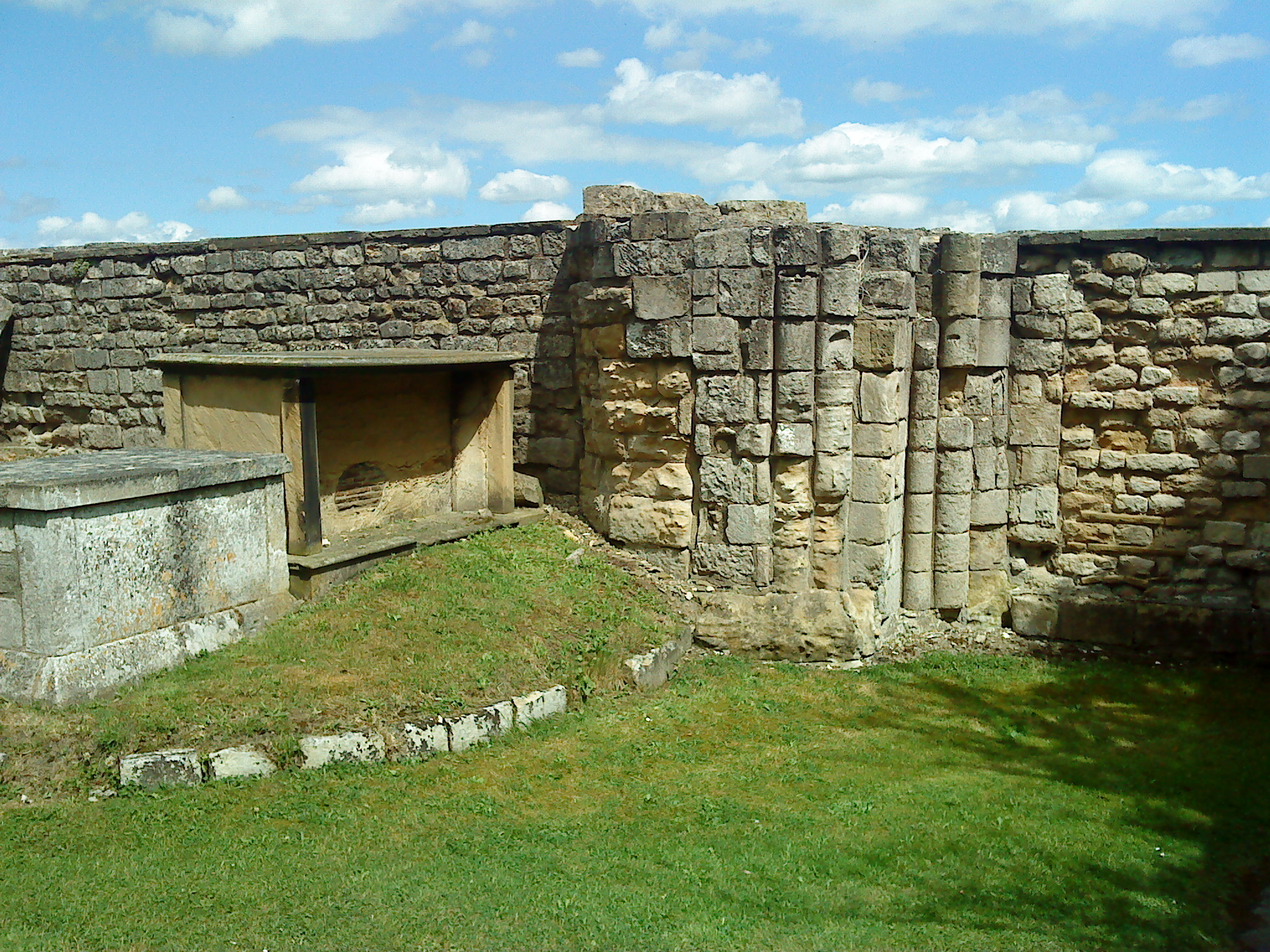
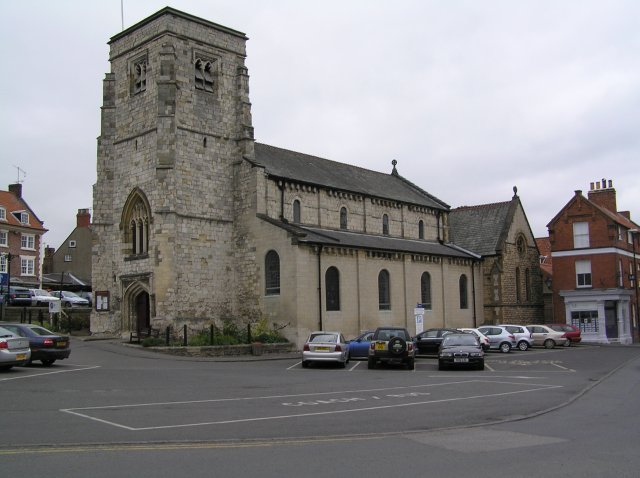
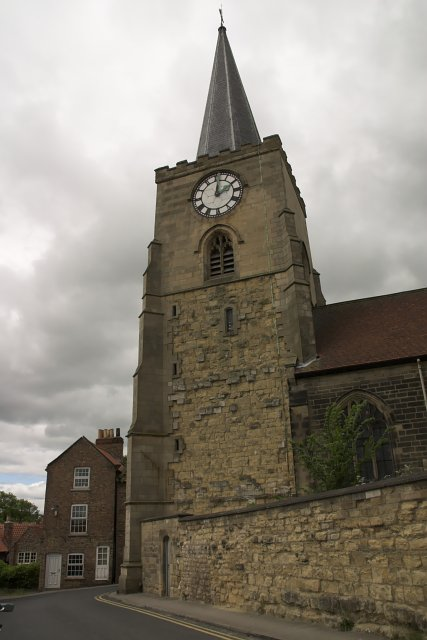
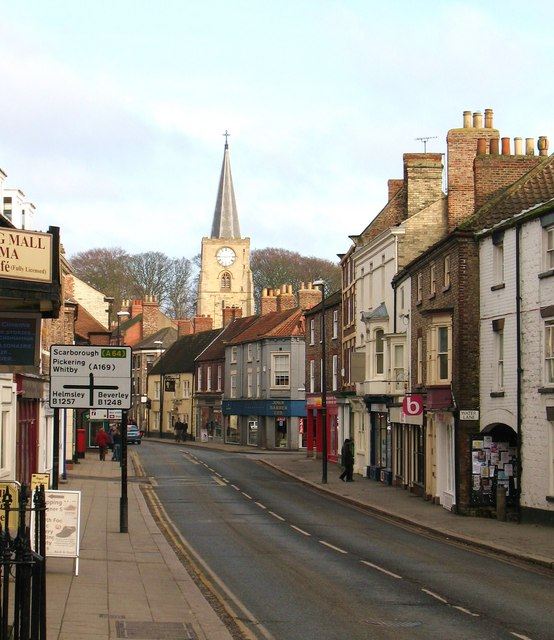
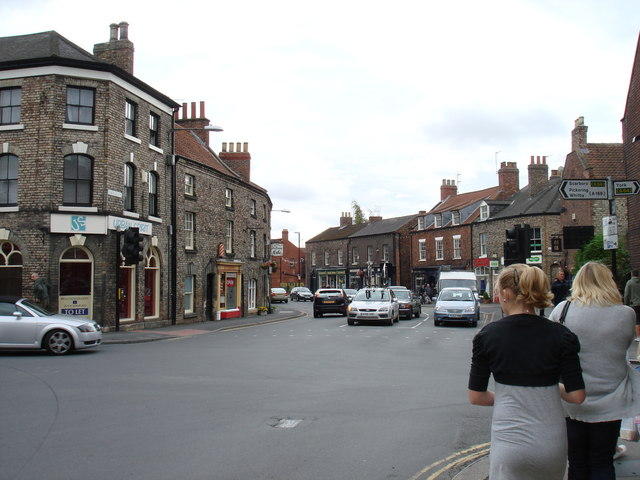
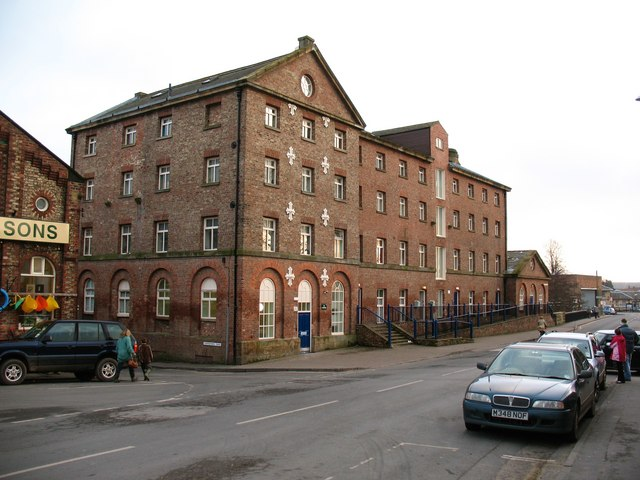